# Альфред Деблін
Альфре́д Де́блін (іноді Дьоблін, нім. Bruno Alfred Döblin; 10 серпня 1878, Штеттін, Померанія, Пруссія, Німецька імперія — 26 червня 1957, Емендінген, Баден-Вюртемберг, ФРН) — німецький письменник. Його творча спадщина охоплює кілька романів, повістей та оповідань, крім того, він писав сатиричні есе і полемічні твори під псевдонімом Лінке Пут.

## Біографія

### Дитинство
Альфред Деблін народився 10 серпня 1878 року в Щецині, в єврейській родині. Він був четвертою дитиною Макса і Софі Деблінів. Альфреду ще не виповнилося десять років, коли у липні 1888 року батько розлучився з матір'ю і залишив сім'ю без грошей. Тато з коханкою втекли з Бремергафена до Америки. Раптове зникнення батька травмувало хлопчика на все життя. 1888 року мати з п'ятьма дітьми переїхала до Берліна. Вже в своєму останньому навчальному класі Деблін написав кілька оповідань і один короткий роман.

### Університети
Після закінчення школи Деблін вивчав медицину в Берлінському та Фрайбурзькому університетах, за професією лікар-невропатолог, а 1905 року захистив докторську дисертацію. Через рік він відкрив лікарську практику і одружився із студенткою медичного інституту Ерною Райсс. Практикував Деблін у Регенсбурзі, Фрайбурзі, Берліні (у східному робочому районі біля площі Александерплац).

### Берлін
Берлін став для Дебліна справжньою батьківщиною. З 1910 року Альфред Деблін зблизився з експресіоністами, приєднався до кола Херварта Вальдена, публікувався в їх журналі «Der Sturm» («Буря»). В період Першої світової війни був військовим лікарем в Ельзасі. Пізніше жив у Берліні, активно займався журналістикою. Член Асоціації німецьких письменників, з 1924 року — її президент. Був близьким до молодих письменників, таких як Бертольд Брехт, Ганс Генні Янн; входив у «Групу-1925».
У 1921 р. Деблін познайомився з Шарлотте Ніклас (1900–1977), яку називав Йоллою. На двадцять років молодша фотографка, також єврейка, як і він, стане його багаторічною коханкою. Її фотографії письменника друкували у багатьох берлінських журналах. Деблін так і ненаважується розлучитися з дружиною Ерною, хоча їхній шлюб був нещасливим. Він не хоче покидати сім"ю, як свого часу зробив його батько, і завдавати синам такого ж болю, який він пережив у дитинстві. Згодом його сини розповідатимуть, що найгіршим для них був той факт, що батько так ніколи й не розлучився з матір’ю. 

### Еміграція
1933 року, після приходу до влади націонал-соціалістів, Деблін, як єврей і соціаліст, вимушений був разом з сім'єю емігрувати до Швейцарії, а потім до Франції. 1936 року отримав французьке громадянство. 1940 року через Лісабон поїхав до Лос-Анджелесу, де почав працювати для Голлівуду. 1941 року, після смерті сина, який служив у французькій армії і покінчив з собою, щоб не потрапити в руки нацистів, Деблін і його дружина навернулися до католицизму. Крім загиблого у Франції сина, в сім'ї було ще 4 дітей.

### Повернення
По закінченні Другої світової війни, Деблін повернувся до Європи (Париж, Баден-Баден, Майнц). З осені 1945 року працював на радіо, писав для газет. В колі близьких до нього молодих письменників був Гюнтер Грасс. Проживаючи на Заході, Деблін водночас симпатизував НДР, підтримував стосунки з Йоганнесом Бехером. 1953 року він переїхав до Франції. 1956 року письменник був паралізований і більше не виходив з клініки. Помер 27 червня 1957 року в Еммендінгені.
Через три місяці після смерті Дебліна його дружина покінчила з собою, обидва поховані поруч з могилою сина у Франції.

## Творчість
Деблін працював практично у всіх літературних жанрах, крім лірики. Поряд з романами, повістями й новелами він написав також епос «Манас». Його перу належать численні нариси, подорожні нотатки, драми, ессе.

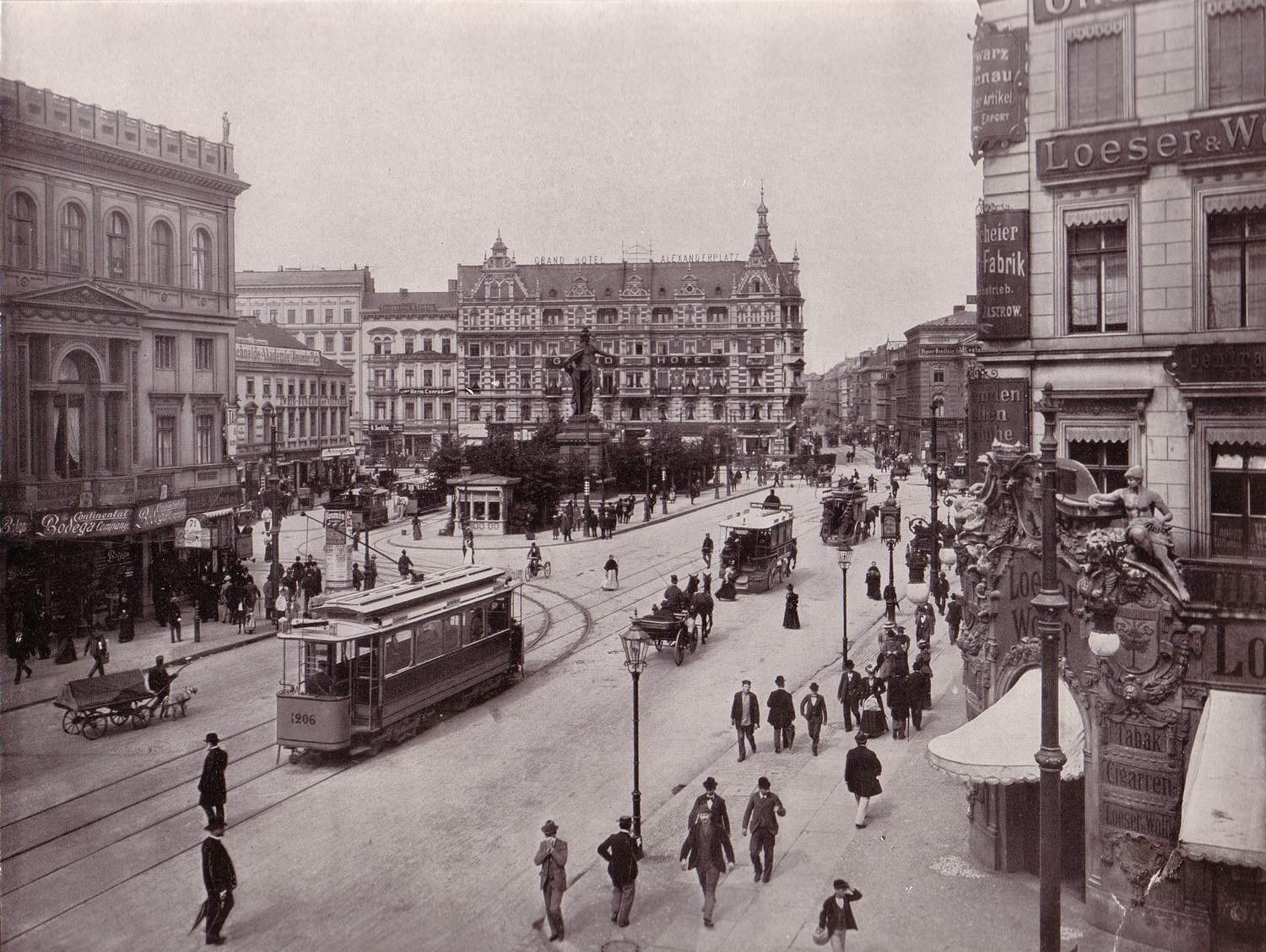
Берлін, Александерплац, 1903

З 1911 року Деблін остаточно відмовляється від класичної форми роману. В новому стилі створені його романи «Три стрибка Ван-лун», де йому вдалося «прорватися через буржуазну традицію німецького роману», історичний роман Валенштайн.
Особливо місце в творчості Дебліна займає його візіонерський роман «Гори моря та гіганти» (1924), в якому він використав експериментальну стилістику. Зокрема, в тексті роману використовується авторська пунктуація, що видно вже в заголовку роману, у якому однорідні члени речення при перерахуванні не відокремлюються комою. Твір, жанр якого не піддається визначенню в рамках класичного поділу — у творі можна побачити ознаки філософського роману-антиутопії, наукової фантастики, пародії.
Найвідомішим романом Дебліна є роман «Берлін Александерплац» (1929), написаний у формі колажу, близького до техніки експресіонізму та італійського футуризму, пошуків Джойса і Дос Пассоса. В романі техніка літературного монтажу співвідноситься з технікою уречевленого потоку свідомості: життя Берліна кінця 1920-х років постає перед читачем у всьому калейдоскопічному різноманітті. Роман був кілька разів екранізований (вперше — в 1931 році), зокрема цей роман ліг в основу культового фільму Райнера Вернера Фассбіндера (1980).

## Вислови про Дебліна
Курт Тухольський:
«Цей Лінке Пут лоскоче рапірою там, де Генріх Манн завдає удару — і він має більше жартів, ніж вся Прусська брутальність, і бажає чогось пустотливого. Він заграє ніжно, виразно, кумедно, зухвало і палко з новою Німеччиною. Це абсолютно новий вид жарту, якого я ще ніколи не читав у німецькій літературі».
Томас Манн:
«Є дуже мало людей, які можуть дочитати книги Дебліна до кінця, але дуже багато купують їх, і всім якось ясно, що Деблін великий оповідач, хоча вони мусять визнати, що його жахливо важко слухати.»
Марсель Райх-Раніцкі:
«Вплив Дебліна на стиль оповіді німецьких романістів після 1945 р. можна порівняти лише зі впливом Кафки: Вольфганг Коепен, Арно Шмідт, Гюнтер Грасс, Уве Йонсон і Губерт Фіхте — всі вони походять з Дебліна, як, за висловом Достоєвського, всі вийшли з Гоголівської шинелі».
Гюнтер Грасс
У своїй статті «Мій учитель Деблін» Гюнтер Грасс писав, що Деблін не підходить під жодні правила, не може бути виміряний жодними рамками, що він: «як прогресивний лівій був занадто католик, як католик був занадто анархист, як мораліст він не дотримувався твердих принципів, для нічних програм був не достатньо елеґантним, на шкільному радіо був занадто вульгарним. Ні „Валенштайн“, ні „Гіганти“ не мали комерційного успіху. Емігрант Деблін зважився повернутися 1945 року додому в Німеччину, щоб відмовитися від комерційного успіху. Значення Дебліна не було і не може бути оцінено з погляду кон'юнктури ринку».

## Твори
- Die Ermordung einer Butterblume / Убивство кульбаби (1913, оповідання)
- Die drei Sprünge des Wang-Lun / Три стрибка Ван-Луня (1915, китайський роман, премія Теодора Фонтане)
- Wadzeks mit der Kampf Dampfturbine / Боротьба Вадцека з паровою турбіною (1918, роман)
- Wallenstein / Валленштайн (1920, історичний роман з епохи Тридцятирічної війни)
- Berge Meere und Giganten /Гори моря та гіганти (1924, роман-антиутопія)
- Manas / Манас (1927)
- Berlin Alexanderplatz / Берлін Александерплац (1929)
- Babylonische Wandrung / Вавилонська прогулянка (1934, роман)
- Pardon wird nicht gegeben / Прощення не буде (1935, роман)
- Das Land ohne Tod / Земля, що не знає смерті(1937-1948, роман про завоювання Америки)
- November 1918: A German Revolution[en] / Листопад 1918: Німецька революція (1939-1950, історичний роман про Листопадову революцію, тетралогія)
  - Bürger und Soldaten / Громадяни й солдати
  - Verratenes Volk / Зраджений народ
  - Heimkehr der Fronttruppen / Повернення військ з фронту
  - Karl und Rosa / Карл і Роза (про Карла Лібкнехта і Розу Люксембург)
- Ætheria / Етерія (1949, історичний роман)
- Hamlet, oder die lange Nacht nimmt ein Ende/ Гамлет, або Довга ніч добігає кінця (1956, роман)

## Переклади українською
- Альфред Деблін. Убивство кульбаби / пер. з нім. Катерина Міщенко. — К. : Наш час, 2011. — 152 с.

- Альфред Деблін. Берлін Александерплац / пер. з нім. Роман Осадчук. — К. : Видавництво Жупанського, 2019. — 568 с. — ISBN 978-617-7585-13-7.

- Альфред Деблін. Гори моря та гіганти / пер. з нім. Петро Таращук. — К. : Видавництво Жупанського, 2022. — 600 с.[11]